# 崇明老毛蟹
崇明老毛蟹是原产地为上海崇明島的中华绒螯蟹，为中国地理标志产品。

## 简介
中华绒螯蟹的两只螯上有绒毛，在崇明当地被称为“老毛蟹”，其蟹苗为长江口捕获或由当地人工繁育。长江口的水中富含盐类和浮游生物，能满足蟹苗的生长需要，在崇明岛上还生长有田螺、蚌等生物，都是螃蟹生长的有利条件，使其蟹膏脂丰满，肉质细密。

## 防伪
2012年，每只崇明老毛蟹的身上都使用防伪标签，标签反面印有国家地理标志保护产品图样和编码，消费者可借此验证老毛蟹的信息。